# Sybra incivilis
Sybra incivilis är en skalbaggsart som först beskrevs av Francis Polkinghorne Pascoe 1863.  Sybra incivilis ingår i släktet Sybra och familjen långhorningar. Inga underarter finns listade i Catalogue of Life.